# Rotwildhöhlen-Menschen

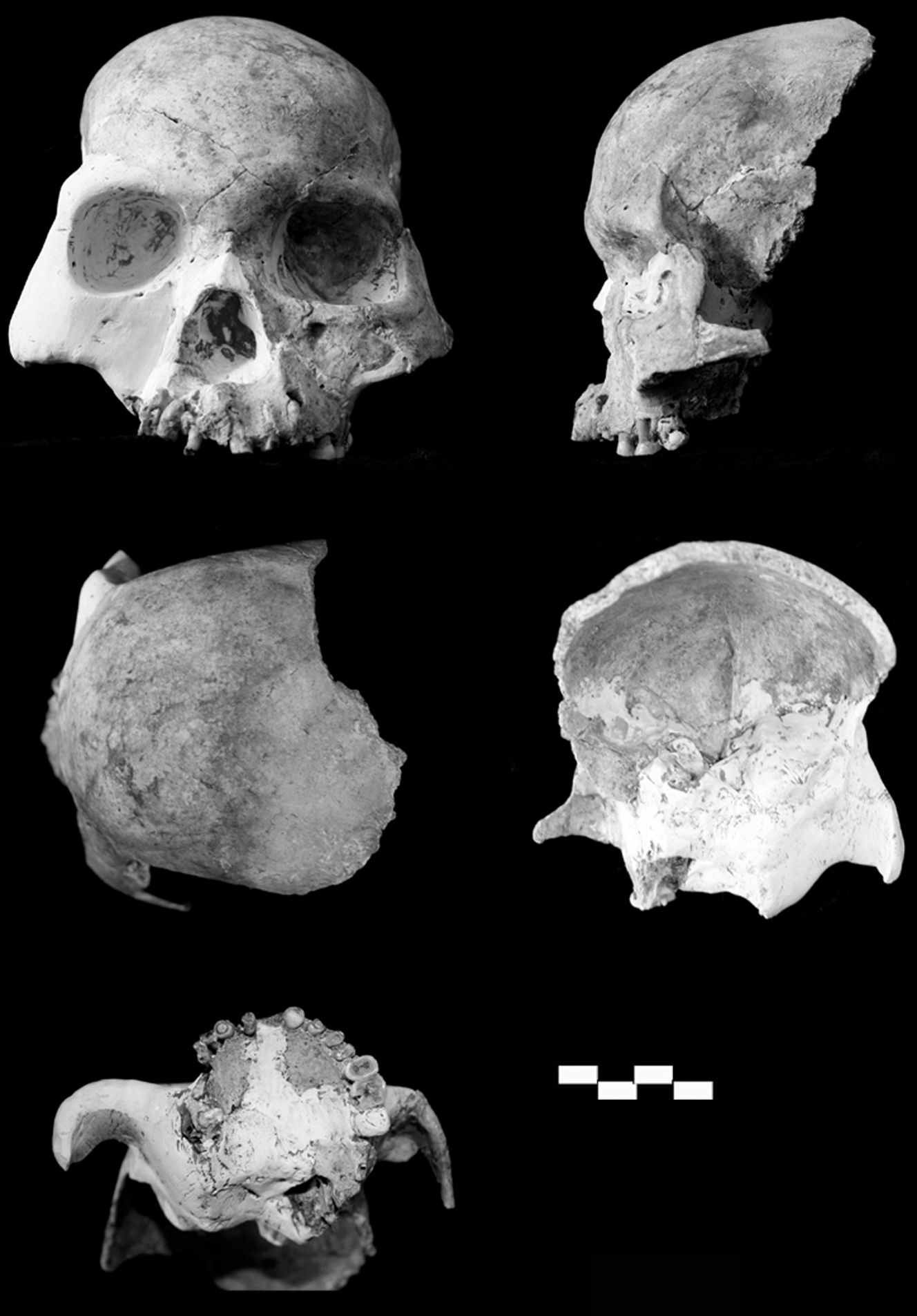
Fragmentarischer Schädel (Longlin 1) aus der Longlin-Höhle

Unterkiefer MLDG 1679 (links) and MLDG 1706 (rechts) aus der namensgebenden Höhle Maludong

Als Rotwildhöhlen-Menschen („Red Deer Cave people“) bezeichnet eine Forschergruppe um den australischen Anthropologen Darren Curnoe Knochenfunde aus der südchinesischen Provinz Yunnan, die 2012 teils auf ein Alter von 11.510 ± 255, teils auf 14.500 bis 13.000 kalibrierte Kalenderjahre vor heute datiert wurden. 2015 bestätigte ein weiterer, im Mengzi Institute of Cultural Relics in Mengzi (Yunnan) aufbewahrter und bis dahin nicht untersuchter Oberschenkelknochen – das Fossil MLDG 1678 – die Datierung auf rund 14.000 Jahre.

## Entdeckung
Die Knochenfunde – Schädelfragmente, einzelne Zähne und einige Knochen aus dem Bereich unterhalb des Kopfes – wurden ab 1979 in der namensgebenden Höhle Maludong (Rotwildhöhle, chinesisch 马鹿洞, Pinyin Mǎlùdòng) in Yunnan und in einer zweiten Höhle bei Longlin (Longlin-Höhle, chinesisch 隆林洞, Pinyin Lónglíndòng) in Guangxi aufgesammelt. Sie besitzen ein eher flaches und breites Gesicht und ein relativ schmales Nasenbein. Erst 1989 fand eine reguläre Ausgrabung in der Rotwildhöhle statt.
Diese Höhle erhielt ihren Namen, weil dort neben den homininen Knochenfunden auch zahlreiche Rotwild-Knochen entdeckt wurden, offenbar Überreste der Jagdbeute ihrer ehemaligen Bewohner.

## Stammesgeschichtliche Zuordnung
Die Knochen wurden zwar dem anatomisch modernen Menschen (Homo sapiens) zugeordnet, allerdings gehören sie möglicherweise zu einer gesonderten, bislang nur aus dieser Region bekannten Gruppierung von Zuwanderern aus Afrika, die früher und getrennt von den unmittelbaren Vorfahren der heutigen Chinesen die Region besiedelten; neben typischen Merkmalen von Homo sapiens wurden den Funden Merkmale des archaischen Homo sapiens und Ähnlichkeiten mit den Funden aus Zhirendong zugeschrieben.
Bereits im Zusammenhang mit der Datierung der Funde wurde versucht, DNA aus den homininen Knochen zu gewinnen, was jedoch nicht gelang. Daher wurden 2012 keine Aussagen zur Verwandtschaft mit anderen Populationen des Homo sapiens oder des Homo erectus publiziert. Erst zehn Jahre später, im Juli 2022, wurde berichtet, dass es nunmehr gelungen sei, aDNA aus einem 14.000 Jahre alten, weiblichen Schädeldach mit der Bezeichnung Mengzi Ren (MZR) zu sequenzieren. Demnach gehört das untersuchte Fossil zweifelsfrei zu Homo sapiens, jedoch zu einem frühen, ausgestorbenen Zweig. Dieser Zweig sei genetisch „eng verbunden“ mit ostasiatischen Vorfahren, aus denen die ersten Bewohner Amerikas hervorgingen. Ausgehend von den Ergebnissen der Genanalysen spekulierten die Forscher, dass Vorfahren der amerikanischen Ureinwohner entlang der Küste des heutigen Ostchinas sowie über die japanischen Inseln nach Norden gewandert sein könnten, bevor sie von Sibirien aus nach Amerika gelangten.